# Odnako
Odnako (ОДНАКО) est un hebdomadaire russe, fondé et dirigé par Mikhaïl Léontieff, le plus populaire des chroniqueurs politiques de la télévision russe. La revue reprend le nom de l'émission qu'il anime sur la première chaîne depuis 1999.
Une fête, organisée à Moscou lors du lancement du magazine, en septembre 2009, a réuni le gratin politique russe, incluant plus de la moitié des ministres du gouvernement Poutine et de nombreux conseillers du Kremlin.
Odnako publie des articles de fond, en matière politique et économique, illustrés de photographies choc et de photomontages. Parmi les auteurs, l'on peut citer le politologue Dmitri Koulikov.